# مهمت اوکتاو
مهمت اوکتاو (ترکی استانبولی: Mehmet Oktav; ‏۱۹۱۷ – ۱۹۹۶) کشتی‌گیر فرنگی اهل ترکیه بود.